# アダム・オラー
アダム・サミュエル・オラー（Adam Samuel Oller, 1994年10月17日 - ）は、アメリカ合衆国テキサス州モンゴメリー郡コンロー出身のプロ野球選手（投手）。右投右打。現在は、KBOの起亜タイガース所属。

## 経歴

### プロ入りとパイレーツ傘下時代
2016年のMLBドラフト20巡目（全体615位）でピッツバーグ・パイレーツから指名されプロ入り。傘下のルーキー級ブリストル・パイレーツでプロデビューし、13試合（先発9試合）に登板して2勝2敗、防御率4.45、46奪三振の成績を記録した。
2017年はA−級ウェストバージニア・ブラックベアーズで17試合（先発2試合）に登板して5勝3敗、防御率1.59、50奪三振の成績を記録した。
2018年はA−級ウェストバージニアで開幕を迎え、シーズン途中にA+級ブレイデントン・マローダーズへ昇格。2チーム合計で29試合（先発5試合）に登板して3勝5敗、防御率6.29、68奪三振の成績を記録した。オフの11月6日に自由契約となった。

### 独立リーグ時代
2019年1月4日にフロンティアリーグのウィンディシティ・サンダーボルツと契約した。シーズン開幕後、4試合に先発登板して2勝1敗、防御率0.67、45奪三振の成績を記録した。

### ジャイアンツ傘下時代
2019年5月27日にサンフランシスコ・ジャイアンツとマイナー契約を結んだ。契約後は傘下のA級オーガスタ・グリーンジャケッツへ送られ、17試合に先発登板して5勝6敗、防御率4.02、93奪三振の成績を記録した。

### メッツ傘下時代
2019年12月12日に行われたルール・ファイブ・ドラフトにて、ニューヨーク・メッツから指名された。
2020年は新型コロナウイルスの影響でマイナーリーグの試合が開催されなかったが、オーストラリアン・ベースボールリーグのシドニー・ブルーソックスでプレーした。
2021年は傘下のAA級ビンガムトン・ランブルポニーズで開幕を迎え、シーズン途中にAAA級シラキュース・メッツへ昇格。2チーム合計で23試合に先発登板して9勝4敗、防御率3.45、138奪三振の成績を記録した。オフの11月19日に40人枠に登録された。

### アスレチックス〜マリナーズ傘下時代
2022年3月12日にクリス・バシットとのトレードで、J.T.ギンと共にオークランド・アスレチックスへ移籍した。この年は開幕ロースター入りし、4月12日のタンパベイ・レイズ戦に先発登板してメジャーデビューを果たした。
2023年7月12日に自由契約となり、同日中にウェイバー公示を経て、シアトル・マリナーズに移籍した。移籍後は、そのまま傘下のAAA級タコマ・レイニアーズに配属された。しかし、マリナーズではメジャーに昇格出来ず、オフの10月31日に40人名簿から外され、11月6日にFAとなった。

### ガーディアンズ傘下時代
2023年11月14日にクリーブランド・ガーディアンズとマイナー契約を結び、2024年のスプリングトレーニングに招待選手として参加することになった。同日中に傘下AAA級コロンバス・クリッパーズに配属された。しかしコロンバスでは12試合に登板するも防御率7.48という成績に終わり、7月3日にFAとなった。

### マーリンズ時代
2024年7月9日にマイアミ・マーリンズとマイナー契約を結んだ。
8月19日にメジャー契約を結んでアクティブ・ロースター入りした。オフの11月1日にFAとなった。

### 起亜時代
2024年12月16日、韓国プロ野球の起亜タイガースと契約。

## 詳細情報

### 年度別投手成績
| 年 度    | 球 団    | 登 板 | 先 発 | 完 投 | 完 封 | 無 四 球 | 勝 利 | 敗 戦 | セ 丨 ブ | ホ 丨 ル ド | 勝 率 | 打 者 | 投 球 回 | 被 安 打 | 被 本 塁 打 | 与 四 球 | 敬 遠 | 与 死 球 | 奪 三 振 | 暴 投 | ボ 丨 ク | 失 点 | 自 責 点 | 防 御 率 | W H I P |
| -------- | -------- | ----- | ----- | ----- | ----- | -------- | ----- | ----- | -------- | ----------- | ----- | ----- | -------- | -------- | ----------- | -------- | ----- | -------- | -------- | ----- | -------- | ----- | -------- | -------- | ------- |
| 2022     | OAK      | 19    | 14    | 0     | 0     | 0        | 2     | 8     | 0        | 1           | .200  | 337   | 74.1     | 82       | 17          | 39       | 0     | 2        | 46       | 4     | 0        | 55    | 52       | 6.30     | 1.63    |
| 2023     | OAK      | 9     | 1     | 0     | 0     | 0        | 1     | 1     | 0        | 0           | .500  | 101   | 19.2     | 29       | 5           | 12       | 0     | 1        | 13       | 1     | 0        | 24    | 22       | 10.07    | 2.08    |
| 2024     | MIA      | 8     | 8     | 0     | 0     | 0        | 2     | 4     | 0        | 0           | .333  | 189   | 42.1     | 43       | 7           | 22       | 0     | 2        | 36       | 1     | 0        | 25    | 25       | 5.31     | 1.54    |
| MLB：3年 | MLB：3年 | 36    | 23    | 0     | 0     | 0        | 5     | 13    | 0        | 1           | .278  | 627   | 136.1    | 154      | 29          | 73       | 0     | 5        | 95       | 6     | 0        | 104   | 99       | 6.54     | 1.67    |

- 2024年度シーズン終了時

### 背番号
- 36（2022年 - 2023年途中）
- 77（2024年）
- 33（2025年 - ）